# Holohalaelurus punctatus
Holohalaelurus punctatus es una especie de peces de la familia Scyliorhinidae en el orden de los Carcharhiniformes.

## Morfología
• Los machos pueden llegar alcanzar los 35 cm de longitud total.
- Presenta dimorfismo sexual: los machos adultos son más gruesos que las hembras.[2]

## Reproducción
Es ovíparo.

## Alimentación
Come peces pequeños, crustáceos y cefalópodos.

## Hábitat
Es un pez de mar que vive entre 220-440 m de profundidad

## Distribución geográfica
Se encuentra en las aguas  tropicales y  subtropicales del suroeste del Índico, sur de Mozambique, ante KwaZulu-Natal (Sudáfrica) y Madagascar.